# 소니 엑스페리아 C3
소니 엑스페리아 C3(Sony Xperia C3)은 소니 모바일 커뮤니케이션스에서 제조/판매하는 안드로이드 패블릿 스마트폰이다.
2014년 7월 8일 "세계 가장 최고의 셀피(셀프 카메라) 스마트폰"이라는 마케팅 하에 발표되어 8월 중국 등의 시장에서 시작하여, 국내에서는 2014년 11월 3일에 KT를 통해서 출시했다.

## 색상
- 블랙
- 화이트
- 민트

## 운영 체제/소프트 웨어

### 안드로이드 4.4 킷캣
업데이트를 통하여 안드로이드 5.0 (롤리팝) 버전으로 변경됨

## 특수 기능

### 카메라 기능
물리 셔텨버튼 탑재/ 전,후면 플래시 탑재/ 프리미엄 자동, 수동, AR효과, Picture Effect, Timeshift brust, 스위프 파노라마, 포트레이트 리터치 등 많은 모드 이용가능 (더 많은 모드 다운로드 가능)/ SteadyShot 탑재

### 기타 기능

#### exFAT
exFAT포맷을 지원하여 용량이 4 GB이상인 파일을 사용할 수 있으며, 외장메모리에도 이 기술이 적용되었다.

## 같이 보기
- 소니 엑스페리아 C3
- 소니 엑스페리아 E1